# كيلفن ديفيس
كيلفن ديفيس (بالإنجليزية: Kelvin Davis)‏ (29 سبتمبر 1976 بيدفورد المملكة المتحدة - ) هو لاعب كرة قدم بريطاني، يلعب كحارس مرمى.

## روابط خارجية
- كيلفن ديفيس على موقع قاعدة بيانات كرة القدم.إي يو (الإنجليزية)
- كيلفن ديفيس على موقع Soccerbase.com (لاعب) (الإنجليزية)
- كيلفن ديفيس على موقع Soccerway.com (الإنجليزية)
- كيلفن ديفيس على موقع عالم كرة القدم.نت (الإنجليزية)
- كيلفن ديفيس على موقع AS.com (الإسبانية)